# Monumento a Simón Bolívar (Nueva York)
El Monumento a Simón Bolívar es una estatua ecuestre dedicada a Simón Bolívar, coprotagonista junto a José de San Martín de la emancipación hispanoamericana del Imperio Español. Está instalada en el Central Park de Manhattan, en la ciudad de Nueva York. Fue un regalo del Gobierno de Venezuela a la ciudad, la estatua fue fundida en 1919, instalada el 19 de abril de 1921 y reinstalada en su ubicación actual el 19 de abril de 1951. El monumento presenta una escultura de bronce de Sally James Farnham que descansa sobre un pedestal de granito negro diseñado por la firma Clarke y Rapuano.
El origen de este monumento se remonta a 1884, cuando el gobierno venezolano obsequió a Nueva York una estatua de Bolívar, esculpida por Rafael de la Cova que fue ubicada en Summit Rock entre las calles 82 y 83. Sin embargo, fue retirada poco después por críticas tanto oficiales como artísticas. Una segunda propuesta, realizada en 1897 por el escultor Giovanni Turini, que también fue rechazada. No fue hasta 1916 que se convocó un concurso internacional, resultando ganadora la escultora estadounidense Sally James Farnham. Su estatua en bronce fue fundida en 1919 y dedicada el 19 de abril de 1921 sobre Summit Rock, rindiendo homenaje al liderazgo militar y a los ideales panamericanos de Bolívar, figura central de la independencia de Venezuela, Colombia, Ecuador, Perú, Bolivia y Panamá.
En 1951, la escultura fue trasladada a su ubicación actual en el Central Park donde comparte espacio con las estatuas de otros libertadores latinoamericanos como José de San Martín y José Martí. Hoy, la estatua de Bolívar en Nueva York sigue siendo símbolo del ideal panamericano y del vínculo histórico entre América Latina y Estados Unidos.